# Bokbål

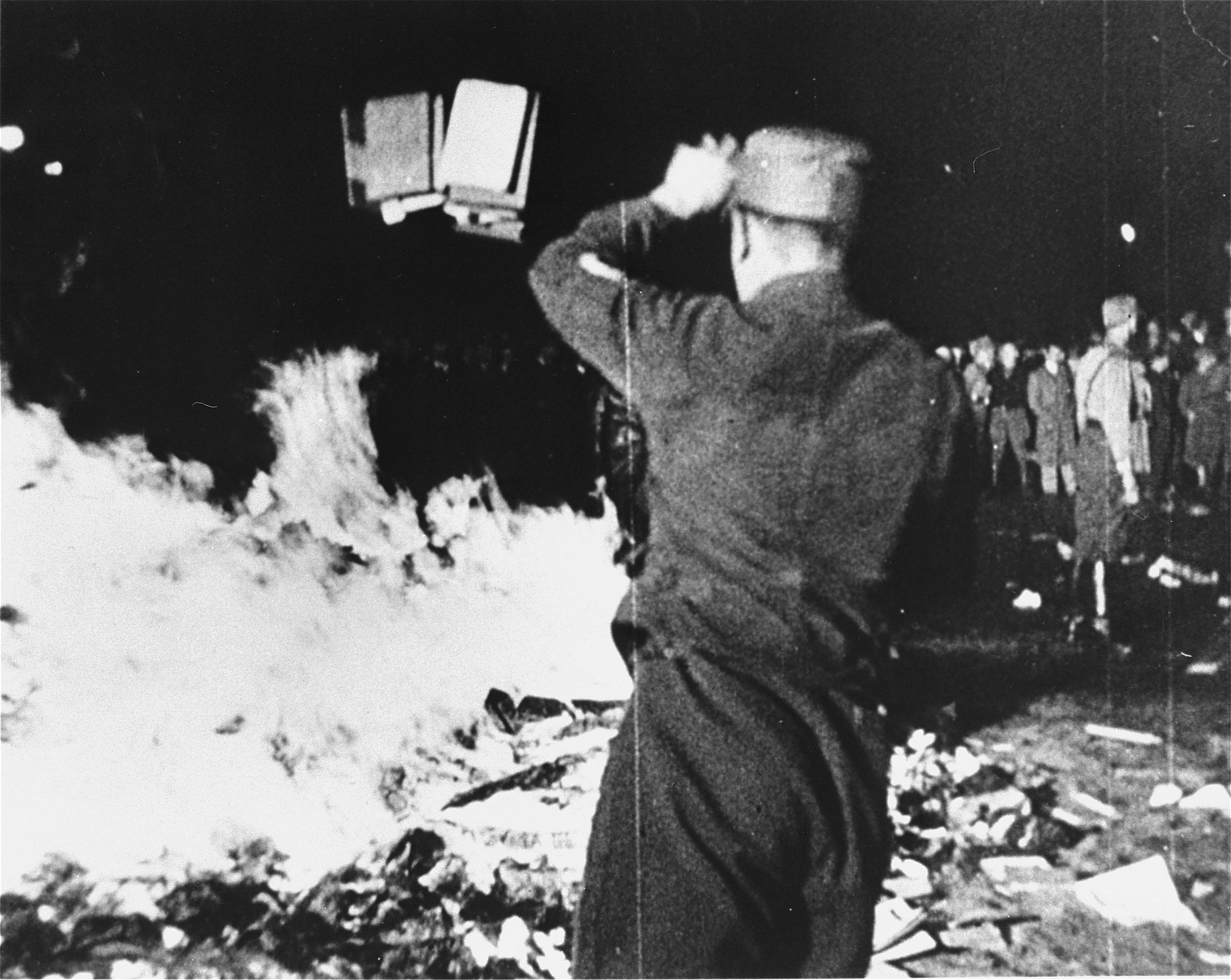
Bokbål i Berlin 1933.

Bokbål är en ceremoni där man med hjälp av eld förstör böcker. Ofta på grund av moraliska, politiska eller religiösa skäl. I modern tid vill somliga gärna förstöra andra typer av media som cd-skivor, videokassettband med mera på liknande vis.
Bokbål har kommit att bli en symbol för auktoritärt eller totalitärt styre med begränsad tryckfrihet och yttrandefrihet. Heinrich Heine (1797–1856) skrev att "där man bränner böcker bränner man till slut även människor". Ray Bradbury skildrade ett mardrömssamhälle med institutionaliserade bokbål i romanen Fahrenheit 451, en bok som sedan även filmatiserades. Begreppet "bokbål" har emellanåt kommit att användas metaforiskt av den som klandrar försök att hindra spridning av visst skriftligt material.

## Bokbål i historien

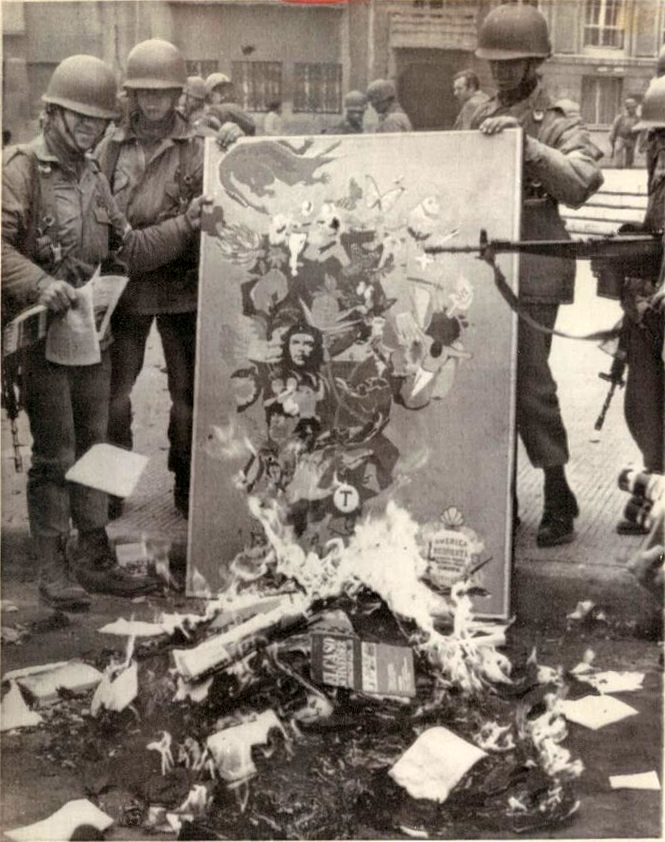
Chilenska soldater bränner böcker under militärkuppen i Chile 1973.

- 212 f.Kr. – kejsar Qin Shi Huang av Kina låter bränna historie- och filosofiböcker.
- 10 maj 1933 – Nazisternas bokbål, bland annat på Opernplatz utanför operan i Berlin.[1] Joseph Goebbels hade 1933 fått upp ögonen för den tyske skribenten och politisk-kulturelle korrespondenten i Völkischer Beobachter, Richard Euringer. Samma år fick Euringer tjänsten som chefsbibliotekarie i Essen, och identifierade som sådan 18 000 verk som fördömdes som stridande mot den nazistiska ideologin och skulle brännas. Böcker av bland annat Heinrich Mann, Erich Maria Remarque, Karl Marx, Heinrich Heine, Ernst Bloch, Kurt Tucholsky, Sigmund Freud, Thomas Mann, Bertolt Brecht, Albert Einstein, Alfred Döblin, Franz Werfel, Stefan Zweig och Erich Kästner brändes. Bokbål ägde även rum i flera andra tyska städer. Under parollen "Wider den undeutschen Geist" (Mot den otyska andan) koordinerades aktionen i universitetsstäderna av Nationalsocialistiska studentförbundet och Tyska studentkåren. Även böcker av utländska författare stämplades som fientliga, bland annat verk av Romain Rolland, Upton Sinclair, Boris Pasternak och H G Wells. Se vidare bokbål i Nazityskland.
- 30 april 1938, en lördagskväll efter Österrikes "anslutning" till Nazityskland, genomfördes en liknande maktdemonstration på Salzburger Residenzplatz under ledning av SS-mannen Karl Springenschmid som bland annat ansvarade för skolväsendet i Salzburg och var engagerad inom Hitlerjugend. Bokbanden hämtades från skolor och bibliotek men även privata hem. Inför bokbålet betonades i nyhetsmedia att det inte var skamligt att äga verk av till exempel Stefan Zweig eller Franz Werfel men däremot skamligt att behålla dem.[2]
- December 1946 intog iranska styrkor den kurdiska Mahabadrepubliken. Där brände de all kurdisk litteratur de hittade, stängde kurdiska tidningar och förbjöd undervisning på kurdiska.[1]
- 1956 brändes vid två tillfällen psykoanalytikern och sexologen Wilhelm Reichs böcker om sexologi, bland annat böckerna Den sexuella revolutionen och Fascismens masspsykologi, under överseende av Food and Drug Administration i New York. De brände sammanlagt upp till 6 ton böcker.[1]
- 1966–1976, under kulturrevolutionen, brändes böcker i Kina som inte passade in. Även cirka 7 miljoner människor dödades under de åren.[1]
- 1973–1989 med början vid militärkuppen i Chile brände diktaturen vänsterböcker och annan obekväm litteratur.[1] Det sista större bokbålet under diktaturen skedde 28 november 1986 i Valparaiso då nästan 15 000 böcker av nobelpristagaren Gabriel Garcia Marquez och en politisk essä av den före detta presidentkandidaten Teodoro Petkoff från Venezuela.[3]
- 1975–1979 Röda Khmererna under Pol Pot, bränner böcker vid ett flertal tillfällen i dåvarande Kampuchea (Kambodja).
- 1988, och fortgående, brändes boken Satansverserna av Salman Rushdie vid flera tillfällen av protesterande muslimer med motiveringen att den var anti-islamisk. Detta skedde både i Storbritannien och i Toronto i Kanada.[1]
- 1992, under Kriget i Abchazien gick georgiska paramilitärer in i institutet för abchaziska språket, kulturen och historien i Suchumi och tände eld. Grannar av båda folkslagen släckte elden, men då återvände de paramilitära trupperna och tände på igen, och bevakade så ingen kunde släcka. 95% av litteraturen förstördes.[1]
- 1992 brände serbiska nationaliststyrkor upp nationalbiblioteket i Sarajevo i Bosnien och Hercegovina. Detta gjorde de genom att bomba biblioteket och sedan sköt de alla som försökte närma sig byggnaden. 1,5 miljoner böcker brann upp. En teori för att de gjorde det var att de försökte sudda ut den muslimska historien på balkan genom att förstöra förstahandskällorna.[1]
- 2001 pressades det egyptiska kulturministeriet av islamistiska fundamentalister till att bränna cirka 6 000 volymer av 700-talspoeten Abu Nuwas. Abu Nuwas är känd för sin homoerotiska vers.[1]
- 2008 organiserade borgmästaren i Tel Avivförorten Or Yehuda bokbränning av hundratals kopior av Nya testamentet tillsammans med ortodoxa judiska studenter. Det var organisationen Judar för Jesus som hade delat ut boken i området.[1]